# História do judaísmo

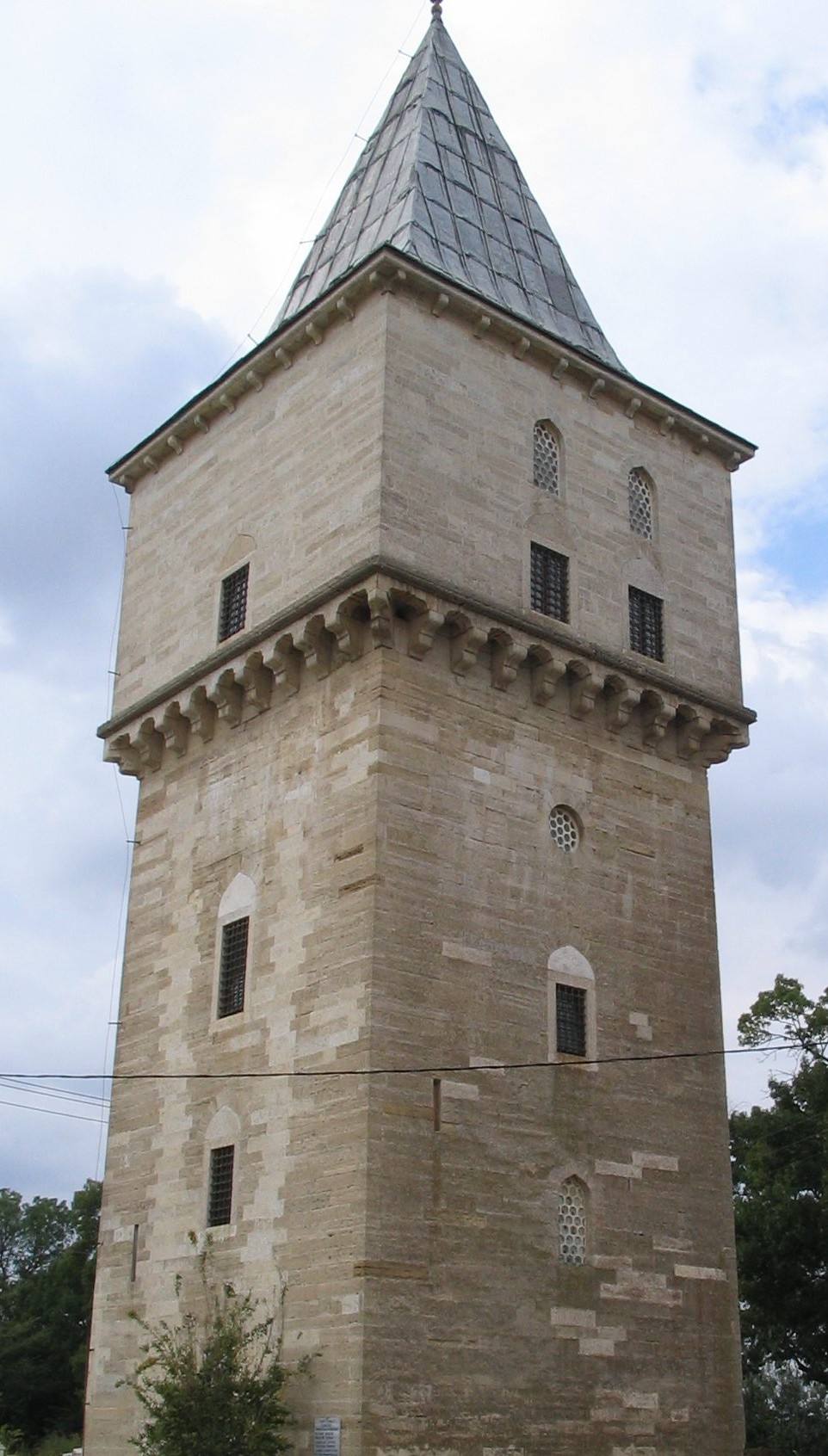
A torre da justiça em Edirne. A data é Tishá BeAv, 1666. Sabbatai Zevi anuncia que seu nome é Mehmed. Sobre sua cabeça está a espada de Osman. A Torre da Justiça tem uma arquitetura única, simbolizando a natureza dupla da Coroça.

A história do judaísmo está intimamente ligada à tradição rabínica, que remonta à época de Alexandre, o Grande, com o cerco de Tiro. A formação da perspectiva dos judeus que levou à formação de sua religião começou no segundo milênio a.C. em Canaã.
Para história e historiografia, é extremamente importante distinguir entre a história dos judeus e a história de sua religião em uma base semântica, conceitual e metodológica. 
O primeiro período de nascimento dessa religião, como é conhecido hoje, com base em sua tradição conservadora, é chamado Zugot.  A semântica mostra não apenas os pares de rabinos, mas também a natureza dual. A natureza dual é expressa na conexão da religião com as antigas tradições e práticas religiosas cananéias e fenícias, por um lado /incluindo Cartago Púnico, além disso, o nome da moeda de Israel e Cartago é um shekel/ e, por outro, o contexto histórico da época, ou seja, período helenístico; Guerras púnicas; a ascensão de Roma; a revolta dos macabeus; a destruição do templo de Jerusalém e as guerras judaico-romanas.
O fundamento dessa religião, no entanto, é estabelecido no período Chazal, e o judaísmo adquire uma aparência refinada, conhecida hoje nos tempos do chamado judaísmo rabínico.
E, nesse sentido, a conexão correlativa e antagônica do judaísmo com o cristianismo primitivo é enorme e se expressa através do chamado tradição judaico-cristã. A origem do cristianismo e do judaísmo reside nas contradições axiológicas e históricas durante o período helenístico, quando a estrela da Roma imperial subiu.